# Ankou
El Ankoù en bretón o Ankú en transcripción española es un personaje legendario de la mitología popular de la Baja Bretaña, en Francia. Es un esqueleto que conduce una biga o carro de dos caballos, esgrime una guadaña invertida y actúa como psicopompo, acompañando a las almas al Inframundo. 

## Descripción
El Ankou no es la muerte en sí misma, sino su servidor. Se ocupa de recoger las almas de los difuntos recientes en su viejo carro (karr an Ankoù, "carro del Ankou" en bretón). Se dice que cuando un vivo escucha el sonido chirriante del carro (wig ha wag) es señal de que él mismo o alguien próximo a él no tardará en morir. También se dice que todo aquel que vea al Ankou morirá en el transcurso de ese año.
El escribano y folklorista bretón Anatole Le Braz describió así al Ankou:

El Ankou es el obrero de la muerte (oberour ar maro). El último fallecido del año en una parroquia cualquiera se convierte en el Ankou de esa parroquia durante el año siguiente. Si en un año determinado hay más defunciones de lo habitual, se dice del Ankou:
-War ma fé, heman zo eun Anko drouk ("Cielo santo, éste es un Ankou cruel").
Muchos describen al Ankou como un hombre muy viejo y delgado, con los cabellos largos y blancos y un gran sombrero de fieltro negro. Otros aseguran que tiene la forma de un esqueleto envuelto en un sudario, cuya cabeza gira constantemente sobre sí misma en lo alto de la columna vertebral a fin de poder otear de un solo vistazo toda la región que se le ha encomendado recorrer.

En uno y otro caso, el Ankou tiene en la mano una guadaña, que difiere de las guadañas normales en que su hoja está vuelta hacia afuera y no hacia dentro. De este modo el Ankou no la hace regresar a él cuando siega; contrariamente al uso de todos los segadores de heno y cosechadores de trigo, él la arroja hacia adelante
Anatole Le Braz, La Légende de la Mort

El Ankou aparece representado en algunas iglesias como la de La Martyre, bajo la forma de un esqueleto armado con una flecha o una guadaña. También existen dos esculturas suyas, una de madera policromada en la iglesia de Saint Milliau de Ploumilliau (Côtes-d'Armor) y otra en el Musèe des Jacobins de Morlaix (ambas datan del siglo XVII).

## En otros lugares
Es una leyenda bastante extendida. Alcanza incluso a la iconografía visual: el flamenco Brueghel el Viejo pintó en el llamado El triunfo de la Muerte (c. 1562) un paisaje apocalíptico donde se contempla una representación del Carro de la Muerte.  En Dinamarca este carro fúnebre llámase Knarkevognen y también aparece en algunas leyendas sicilianas. En Baviera y Tirol el carro volador lleva un enjambre de pájaros negros que representan las ánimas, y lo llaman Wilde Gejagd o Gutis-Ee. Claude Lecouteux supone que es una pervivencia de la llamada “Cacería infernal” o "Cacería salvaje", tradición de origen germánico en la que Wotan / Woden / Odín conduce por los aires las almas de los muertos, con abundantes ejemplos en Europa Occidental o, por ejemplo, en Galicia, con el mito de la Santa Compaña, o en Castilla, con la Estantigua. 
En Tavistock (Inglaterra) también existe una tradición parecida, en la que un carro de caballos o perros sin cabeza a la vanguardia de una procesión de descabezados viene a llevarse algún alma, presidida por Francis Drake. Constantino Cabal recogió una leyenda similar en la aldea de San Pedro La Llama (parroquia de Leces, Ribadesella, Asturias). Se trata del Carru La Muerte, Carro dos mortos o Carro de la Muerte, que aparece rechinando las ruedas en el cielo para anunciar que se llevará a algún alma el día siguiente.
En algunas variantes, el carro puede ser sustituido por una barca. Así habría ocurrido, por ejemplo, con la barca de Caronte, en la antigüedad grecolatina.

## En la cultura popular
- Un personaje importante en un cómic de Spirou creado en 1978 por el dibujante Fournier y titulado precisamente El Ankou.
- Otro cómic, Bran Ruz, de Alain Deschamps y Claude Auclair. La obra narra la leyenda céltica de la ciudad de Ys.
- Contes de l'Ankou ("Cuentos del Ankou"), el cómic que expone una serie de historias cortas en torno a la relación del hombre con la muerte.
- L' Ankou es el nombre del equipo de fútbol americano de Rennes.
- En el MMORPG "Fly for Fun" (Flyff), existe un jefe especialmente poderoso llamado "God of Death Ankou", aunque tiene la forma de un león gigante.
- En los videojuegos de las sagas Persona y Devil kids (ambos derivados de la saga Shin Megami Tensei) es recurrentemente una Persona y un demonio, respectivamente, invocable durante las batallas
- En el videojuego Wrestling GM aparece un personaje de terror con este nombre en la empresa CCPW